# Orientalische Sprachen
Orientalische Sprachen ist eine Bezeichnung vieler Universitäten für eine Fakultät oder eine Fächergruppe.
Der Begriff umfasst eine Reihe von Sprachen des Vorderen und Mittleren Orients sowie die zugehörigen Studienrichtungen, oft aber auch Sprachen von Nordafrika und dem Fernen Osten.
Hinsichtlich der lebenden beziehungsweise der alten Sprachen ist die Bezeichnung ebenfalls nicht ganz einheitlich.
So behandelte etwa das frühere Bonner „Seminar für Orientalische Sprachen“ Arabisch, Chinesisch, Indonesisch, Japanisch, Koreanisch, Persisch, Türkisch und Vietnamesisch, während andernorts (etwa in der Schweiz) auch Sprachwissenschaften, Sanskrit oder Hethitisch und weitere 5–10 „tote“ Sprachen mit eingeschlossen sind.
Letztere werden an einigen Universitäten wiederum den „biblisch-orientalischen Sprachen“ zugeordnet.